# Yves Debay
Yves Debay, né le 24 décembre 1954 à Élisabethville  (Congo belge) et mort assassiné le 17 janvier 2013 à Alep (Syrie), est un journaliste et correspondant de guerre français d’origine belge.

## Biographie
Yves Debay est né à Élisabethville  au Congo belge (future République démocratique du Congo).
En 1975, il s'engage dans l'armée belge dans une unité de reconnaissance, puis, un an après, entre dans l'École des sous-officiers. Après une formation de six mois dans l'arme blindée, il est promu en 1977 chef de char sur Léopard 1.
En 1978, on le retrouve dans une unité d'éclaireurs dans la Rhodesian Light Infantry contre la guérilla venant du Mozambique, et en 1981 dans la South African Defence Force au sein des Pathfinders.
En 1985, il dépose les armes pour la plume en réalisant un reportage sur l'Armée française, puis devient en 1986 correspondant du nouveau magazine Raids où il couvre de nombreux conflits tels que la guerre du Liban, les deux guerres du Golfe, les guerres de Yougoslavie, la guerre d'Afghanistan de 2001.
Se définissant comme un « journaliste rebelle » et opérant parfois de façon non officielle, il a été plusieurs fois emprisonné par les différents protagonistes des conflits qu'il couvrait,.
Après avoir passé près de vingt ans comme correspondant au magazine Raids, il fonde en France en août 2005 le magazine Assaut.
Il collabore avec Karl Prost (Parabellum-Média) réalisateur de reportages de guerre à de nombreuses occasions.
Le 17 janvier 2013, il est tué par un tireur embusqué de l'armée syrienne à Alep en Syrie pendant la guerre civile syrienne,.

## Reportages
- La Bataille de N'Djamena, par Yves Debay et Karl Prost (2009) Parabellum Média Production.
- Le 68e RAA Opérationnel sans restriction ! Par Yves Debay et Karl Prost (2009) Parabellum Média Production.
- Afghan War - To our Troops British Army French Army Canadian Forces, par Yves Debay et Karl Prost (2009) Parabellum Média Production.